# Bistum Amelia
Das Bistum Amelia (lateinisch Dioecesis Amerina, italienisch Diocesi di Amelia) war eine in Italien gelegene römisch-katholische Diözese mit Sitz in Amelia.

## Geschichte

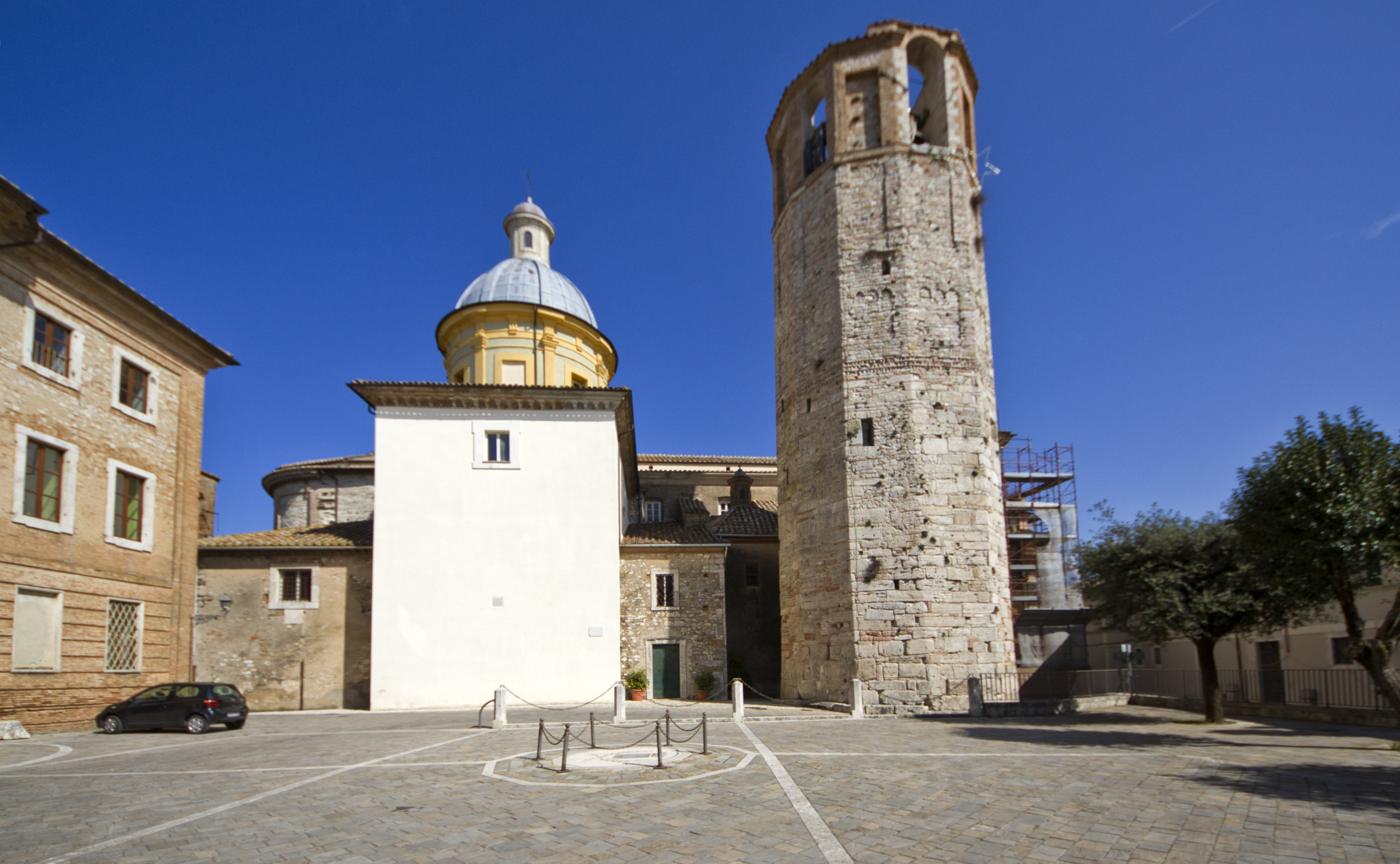
Kathedrale Santa Fermina in Amelia

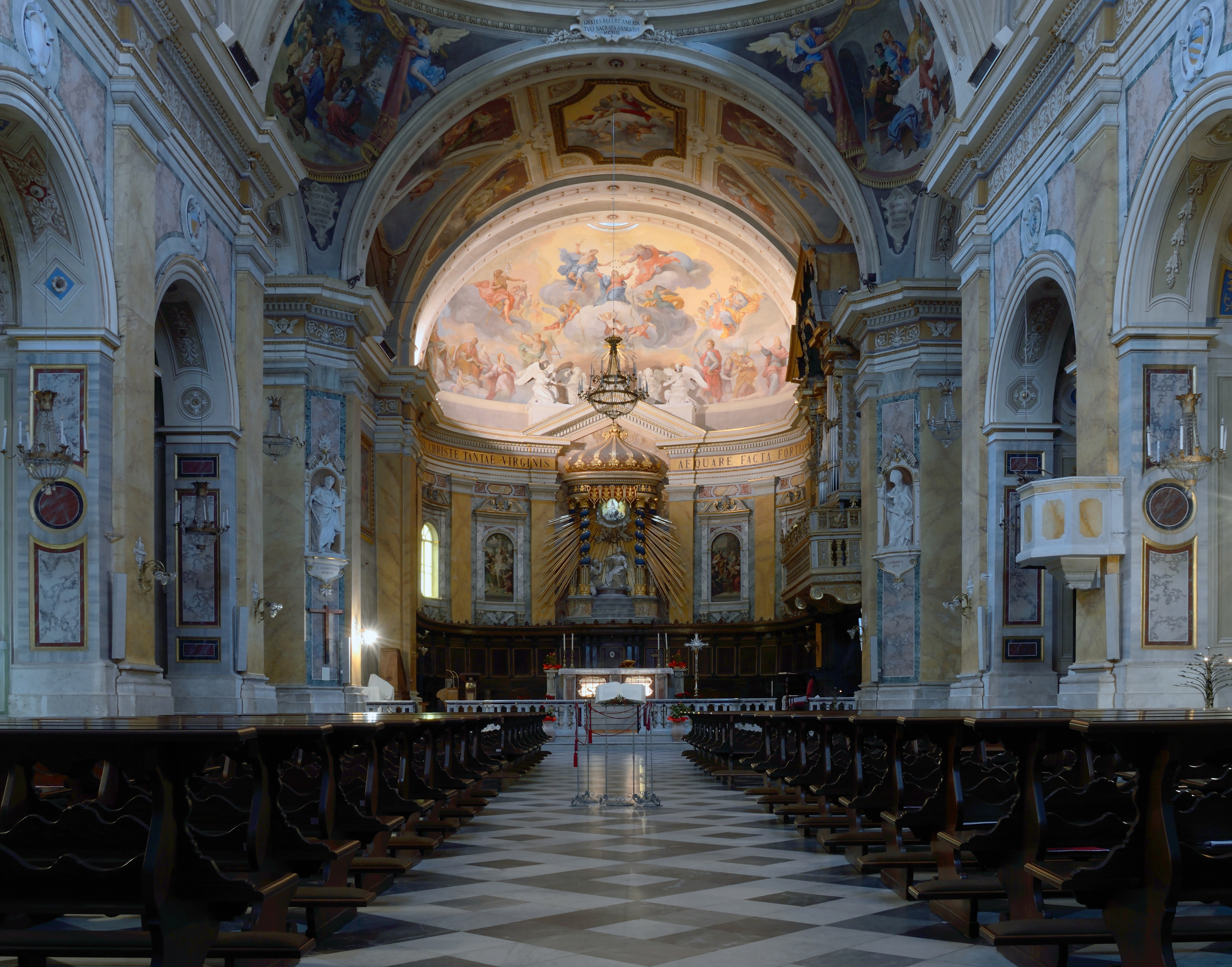
Innenansicht der Kathedrale

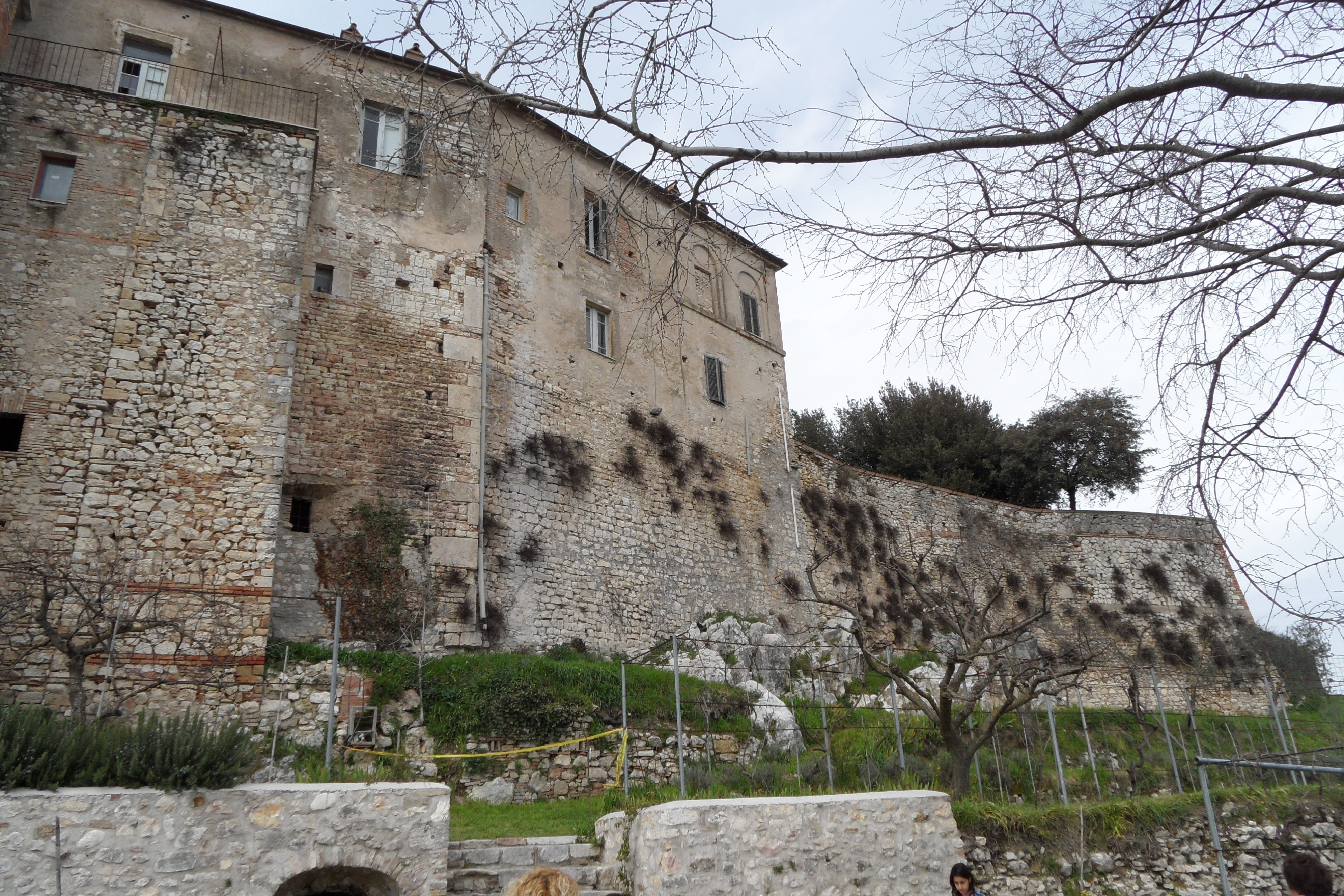
Ehemaliger Bischofspalast in Amelia

Das Bistum Amelia wurde im 5. Jahrhundert errichtet und war während seiner gesamten Existenz als exemte Diözese direkt dem Heiligen Stuhl unterstellt. Die meisten Bischofslisten nennen den um das Jahr 420 erwähnten Stephanus als ersten Bischof, für dessen Existenz es jedoch keine Belege gibt. Der erste urkundlich belegte Bischof ist Hilarius, der im Jahr 465 an der Synode von Rom teilnahm. Während der Amtszeit von Bischof Pasquale in der zweiten Hälfte des 9. Jahrhunderts wurden die Reliquien der Heiligen Firmina, die die Diözesanpatronin wurde, entdeckt. 1158 wurden ihre Reliquien feierlich in die Kathedrale San Lorenzo in Amelia überführt, die in der Folge der Heiligen Firmina geweiht wurde. Sie ersetzte damit den Heiligen Laurentius von Rom als Kirchenpatron.
Einigen topographischen Rekonstruktionen zufolge war das Bistum Amelia zwischen dem Ende des 13. Jahrhunderts und dem 14. Jahrhundert nach dem Bistum Terni die zweitkleinste Diözese Umbriens. Es erstreckte sich über 258 km² und zählte 27 Kirchen, davon 9 in den städtischen und 18 in den ländlichen Zentren. 1470 gründete der Franziskaner Fortunato Coppoli da Perugia in Amelia einen Monte di Pietà.
Die vom Konzil von Trient gewollten Reformen wurden im Bistum Amelia nur langsam umgesetzt. So brachte erst die von Bischof Antonio Maria Graziani einberufene Diözesansynode von 1595 die entscheidende Wende, nachdem erste Versuche in der von 1572 bis 1592 dauernden Amtszeit von Bischof Giovanni Antonio Lazzari scheiterten. Die Reformen von Bischof Antonio Maria Graziani konzentrierten sich, neben der Umsetzung der Beschlüsse des Konzils von Trient, auf die Verbesserung der Disziplin des Klerus sowie auf die Einführung monatlicher Versammlungen der Pfarrer der Stadt und der Diözese. Er führte das Amt des Bußkanonikers an der Kathedrale ein und definierte den Diözesankalender, in den er diözesane Patronatsfeste aufnahm. Ferner stattete Graziani die Kathedrale und die Pfarrkirchen des Bistums mit neuen Weihwasserbecken, Tabernakeln und liturgischen Gewändern aus. 1574 umfasste das Bistum Amelia 20 Pfarreien.
In der von 1643 bis 1679 dauernden Amtszeit von Bischof Gaudenzio Poli wurde die Kathedrale, die 1629 durch einen Brand zerstört wurde, wiederaufgebaut. Von 1695 bis 1721 wurde das Bistum durch Bischof Giuseppe Crispino geleitet, der mit Nachdruck die Beschlüsse des Konzils von Trient umsetzte und verschiedene Andachtspraktiken förderte, die sich an große Teile der Bevölkerung richteten und an den Vorbildern der Heiligen Karl Borromäus und Philipp Neri orientierten. Am 8. Dezember 1788 errichtete Bischof Carlo Maria Fabi das diözesane Priesterseminar. Während der napoleonischen Zeit wurde er wegen seiner Opposition gegen die französischen Truppen in Ketten nach Rom gebracht, wo er 1798 im Gefängnis starb. Fortunato Maria Pinchetti, der von 1806 bis 1827 Bischof von Amelia war, wurde wegen seiner Weigerung, den Treueeid zu leisten, nach Frankreich verbannt. Am 30. Juni 1942 erhielt das Bistum Amelia das Gebiet des Klosters San Magno di Amelia, das zuvor zur Territorialabtei Sankt Paul vor den Mauern gehörte.
Nachdem das Bistum Amelia seit dem Tod von Vincenzo Lojali im Jahr 1966 keinen eigenen Bischof mehr gehabt hatte und durch den Bischof von Terni und Narni als Apostolischer Administrator verwaltet worden war, wurde es am 14. September 1983 aeque principaliter durch Papst Johannes Paul II. mit der Apostolischen Konstitution Quoniam ipsum mit dem Bistum Terni und Narni vereinigt. Zu dieser Zeit umfasste das Gebiet des Bistums Amelia die Gemeinden Alviano, Amelia, Attigliano, Giove, Guardea, Lugnano und Penna in Teverina. 1980 zählte es noch 19.890 Katholiken (99,6 % der Bevölkerung) in 21 Pfarreien sowie 20 Diözesanpriester, 10 Ordenspriester und 53 Ordensschwestern. Am 30. September 1986 wurden die Bistümer Terni, Narni und Amelia unter dem Namen Bistum Terni-Narni-Amelia durch die Kongregation für die Bischöfe mit dem Dekret Instantibus votis vollständig vereinigt, womit das Bistum Amelia endgültig aufgelöst wurde.